# Colfax (animal)
Colfax stewensi es una  especie de coleóptero adéfago de la familia Carabidae y el único miembro del género monotípico Colfax.